# Цона Артиђанале (Витербо)
Цона Артиђанале је насеље у Италији у округу Витербо, региону Лацио.
Према процени из 2011. у насељу је живело 3 становника. Насеље се налази на надморској висини од 429 м.